# EPrix van Tokio
De ePrix van Tokio is een race uit het Formule E-kampioenschap, gehouden op het Tokyo Street Circuit. In 2024 maakte de race haar debuut op de kalender als de vijfde race van het tiende seizoen.

## Geschiedenis
Voorafgaand aan het eerste Formule E-seizoen was Tokio een van de eerste steden waar de organisatie contact mee opnam om een race te organiseren. Pas op 4 oktober 2022 werd definitief besloten om vanaf 2024 een race in de stad te houden.
Op 25 oktober 2023 werd de layout van het Tokyo Street Circuit onthuld, dat rond de Tokyo Big Sight loopt. Het circuit telt achttien bochten en is 2,583 kilometer lang. Op 30 maart 2024 werd de eerste ePrix van Tokio gewonnen door Maximilian Günther.

## Resultaten
| Editie | Seizoen   | Circuit | Winnaar                                | Tweede                                           | Derde                                      | Pole position                        | Snelste ronde                        |
| ------ | --------- | ------- | -------------------------------------- | ------------------------------------------------ | ------------------------------------------ | ------------------------------------ | ------------------------------------ |
| 1      | 2023-2024 | Tokio   | Maximilian Günther Maserati MSG Racing | Oliver Rowland Nissan Formula E Team             | Jake Dennis Andretti Formula E             | Oliver Rowland Nissan Formula E Team | Sam Bird NEOM McLaren Formula E Team |
| 2      | 2024-2025 | Tokio   | Stoffel Vandoorne Maserati MSG Racing  | Oliver Rowland Nissan Formula E Team             | Taylor Barnard NEOM McLaren Formula E Team | Oliver Rowland Nissan Formula E Team | Nick Cassidy Jaguar TCS Racing       |
| 2      | 2024-2025 | Tokio   | Oliver Rowland Nissan Formula E Team   | Pascal Wehrlein TAG Heuer Porsche Formula E Team | Dan Ticktum Cupra Kiro                     | Oliver Rowland Nissan Formula E Team | Sam Bird NEOM McLaren Formula E Team |